# NGC 5492
NGC 5492 је спирална галаксија у сазвежђу Волар која се налази на NGC листи објеката дубоког неба.
Деклинација објекта је + 19° 36' 43" а ректасцензија 14h 10m 35,2s. Привидна величина (магнитуда) објекта NGC 5492 износи 12,9 а фотографска магнитуда 13,7. NGC 5492 је још познат и под ознакама UGC 9065, MCG 3-36-74, CGCG 103-106, IRAS 14082+1950, PGC 50613.